# Maciej Stanisław Ustrzycki
Maciej Stanisław Ustrzycki z Unichowa (niem. Vainagh, węg. Vajnág (ukr. Вонігово) obecnie Rejon tiacziwski), herbu Przestrzał (ur. w początkach XVII w., zm. 1684) – kasztelan sanocki w latach 1682–1683, sędzia ziemski sanocki w latach 1667–1681, podsędek sanocki w latach 1655–1667, podstarości przemyski w 1638 roku, poseł na sejm w 1670 r., sędzia kapturowy ziemi sanockiej w 1668 roku, komisarz (wyznaczony do monety srebrnej, ułożenia w swoich dobrach w 1676 r.), i do wielu innych posług publicznych przydzielony.

## Życiorys
Był synem Andrzeja Ustrzyckiego. Poślubił Mariannę Brzezińską h. Trąby i miał z nią syna. Był nim Klemens Ignacy Ustrzycki (1660–1720) – kasztelan sanocki.
Był marszałkiem sejmików województwa ruskiego w: 1657, 1659, 1662, 1666, 1671 roku.
Poseł sejmiku wiszeńskiego na sejm nadzwyczajny 1654 roku, sejm 1655 roku, sejm 1658 roku, sejm 1659 roku, sejm 1662 roku, drugi sejm 1666 roku, sejm nadzwyczajny 1668 roku, sejm nadzwyczajny abdykacyjny 1668 roku.
W 1667 r. wystawił kościół farny w Jasieniu, co aprobowała konstytucja z 1667 r.
W 1667 sejm za zasługi i fundację kościoła w Jasieniu, zezwolił Maciejowi Stanisławowi Ustrzyckiemu z Unichowa herbu Przestrzał na zamianę królewskich Ustrzyk Dolnych wraz z Jasieniem za Ustrzyki Górne. W czasie elekcji 1669 roku został sędzią generalnego sądu kapturowego. Brał też udział w sejmie koronacyjnym w 1669 roku.
Był elektorem Michała Korybuta Wiśniowieckiego z ziemi sanockiej w 1669 roku. Jako poseł na sejm konwokacyjny 1674 roku z ziemi sanockiej był członkiem konfederacji generalnej zawiązanej 15 stycznia 1674 roku na tym sejmie. W 1674 roku był elektorem Jana III Sobieskiego z województwa ruskiego, jako deputat do konstytucji podpisał jego pacta conventa. Poseł na sejm koronacyjny 1676 roku. Poseł sejmiku wiszeńskiego województwa ruskiego z ziemi sanockiej na sejm zwyczajny 1677 roku.

## Źródła;
- Kasper Niesiecki, Jan Nepomucen Bobrowicz, Herbarz polski, Tom 9, s. 205
- Polska encyklopedja szlachecka ... Instytut kultury historycznej, t. 12 1935, s. 64
- Tomasz Święcki, Julian Bartoszewicz, Tomasza Święckiego Historyczne pamiątki znamienitych rodzin i osób..., Tom 2, s. 252